# 소아시아 일곱 교회

아나톨리아 서쪽지도, 파트모스섬 섬과 7 교회가 있었던 도시의 위치를 보여준다.

소아시아 일곱교회(영어: Seven Churches of Revelation, Επτά εκκλησίες στη Μικρά Ασία)는 요한계시록에 기록된 소아시아에 있었던 일곱 교회이다. 이들은 초기 기독교 세계에서 중심적인 역할을 한 것으로 추정된다. 당시의 '교회'라는 어휘는 사람들이 모여 예배를 드리는 예배당의 개념이 아니라, 기독교인 공동체를 의미했다.
파트모스섬(밧모섬)에 있던 사도 요한에게 예수 그리스도께서 언급한 것으로 계시록은 다음과 같이 기록하고 있다. 
(계 1:9) 나 요한은 너희 형제요 예수의 환난과 나라와 참음에 동참하는 자라 하나님의 말씀과 예수를 증언하였음으로 말미암아 밧모라 하는 섬에 있었더니
(계 1:10)	주의 날에 내가 성령에 감동되어 내 뒤에서 나는 나팔 소리 같은 큰 음성을 들으니   계4:2, 계17:3
(계 1:11)	이르되 네가 보는 것을 두루마리에 써서 에베소, 서머나, 버가모, 두아디라, 사데, 빌라델비아, 라오디게아 등 일곱 교회에 보내라 하시기로 "— 요한계시록 1장, 개역개정

## 소아시아 일곱교회
소아시아의 일곱 교회 목록과, 각 교회에 대한 요한계시록의 묘사는 다음과 같다.
- 에페소스(에베소) 교회는 (계 2:1-7)  첫사랑을 잃어버렸다.(2:4)
- 스미르나(서머나) 교회는 (요한계시록 2:8-11) 환난과 핍박에서도 존경을 받았다.(2:10)
- 페르가몬(버가모) 교회는 (계 2:12-17) 사탄의 자리에 앉았기에 회개해야 한다.(2:16)
- 티아티라(두아디라) 교회는 (계 2:18-29) 거짓선지자들의 가르침에 빠졌다.(2:20)
- 사르디스(사데) 교회는(요한계시록 3:1-6) 회개를 촉구하였다.(3:2-3)
- 필라델피아(빌라델비아) 교회는 (계 3:7-13) 믿음과 말씀으로 인내하였다.(3:10)
- 라오디케이아(라오디게아) 교회는 데니즐리 근처에 있었는데 (계 3:14-22) 하나님에 대한 신앙이 미지근하였다.(3:16)

## 같이 보기
- 요한계시록: 제 1,2,3
- 기독교에서는 아나톨리아 동안 로마 시대
- 초기 기독교의 센터
- 동방 기독교
- 요한 계시록의(1 장)
- 하나님의 일곱 영
- 요약의 기독교인은 종말론적 차이
- 일곱 순례 교회의 로마
- 요한의 묵시록
- 고대의 행성
- 동방 기독교
- 일곱 대천사
- 칠각지
- 하느님의 일곱 영
- C. I. 스코필드

## 추가 자료
- Halley, H. H., Halley's Bible Handbook (Grand Rapids, MI: Zondervan, 1978), p684
- Scofield, C. I., The Scofield Reference Bible (Oxford: Oxford University Press, 1967), p1332
- Ramsay, W. M. (1904). 《The Letters to the Seven Churches of Asia》. Hodder & Stoughton. 2018년 4월 19일에 원본 문서에서 보존된 문서. 2018년 2월 28일에 확인함.
- Hemer, Colin J. The Letters to the Seven Churches of Asia in Their Local Setting (JSOT Press, 1989), p283